# Pontoon Beach
Pontoon Beach és una població dels Estats Units a l'estat d'Illinois. Segons el cens del 2000 tenia 5.620 habitants.

## Demografia
Segons el cens del 2000, Pontoon Beach tenia 5.620 habitants, 2.134 habitatges, i 1.519 famílies. La densitat de població era de 265,3 habitants/km².
Dels 2.134 habitatges en un 38% hi vivien nens de menys de 18 anys, en un 48,9% hi vivien parelles casades, en un 16% dones solteres, i en un 28,8% no eren unitats familiars. En el 22% dels habitatges hi vivien persones soles el 6,9% de les quals corresponia a persones de 65 anys o més que vivien soles. El nombre mitjà de persones vivint en cada habitatge era de 2,62 i el nombre mitjà de persones que vivien en cada família era de 3,06.
Per edats la població es repartia de la següent manera: un 28,2% tenia menys de 18 anys, un 11% entre 18 i 24, un 30,6% entre 25 i 44, un 21,8% de 45 a 60 i un 8,4% 65 anys o més.
L'edat mediana era de 32 anys. Per cada 100 dones de 18 o més anys hi havia 91,9 homes.
La renda mediana per habitatge era de 38.348 $ i la renda mediana per família de 45.947 $. Els homes tenien una renda mediana de 36.338 $ mentre que les dones 26.220 $. La renda per capita de la població era de 15.960 $. Aproximadament el 8,7% de les famílies i el 10,6% de la població estaven per davall del llindar de pobresa.

## Poblacions més properes
El següent diagrama mostra les poblacions més properes.